# 古代エジプト人の魂
古代エジプト人の魂（こだいエジプトじんのたましい）では、古代エジプト人たちの霊魂観について解説する。

## 概要
古代エジプト人たちは、人間の霊魂が5つの要素からなると信じていた。「イブ」、「シュト」、「レン」、「バー」、「カー」である。これら魂の構成要素の他に人間の体「ハー」があり、これは時には複数形で「ハウ」と呼ばれ、体の各部の集まりをおおよそ意味した。他の魂には、「アーク（Akh）」、「カイブト」、「カート」があった。

これらは、古代エジプト人が死後の再生、「第二の誕生」を得るために肉体を保持しなければならないと信仰したことに理由がある。肉体は、ミイラとして保存された。同じように霊魂を構成する５つの要素も保持しなければ再生が得られないと考えたのである。また、これらが守られず再生が果たされないことを「第二の死」と捉えた。

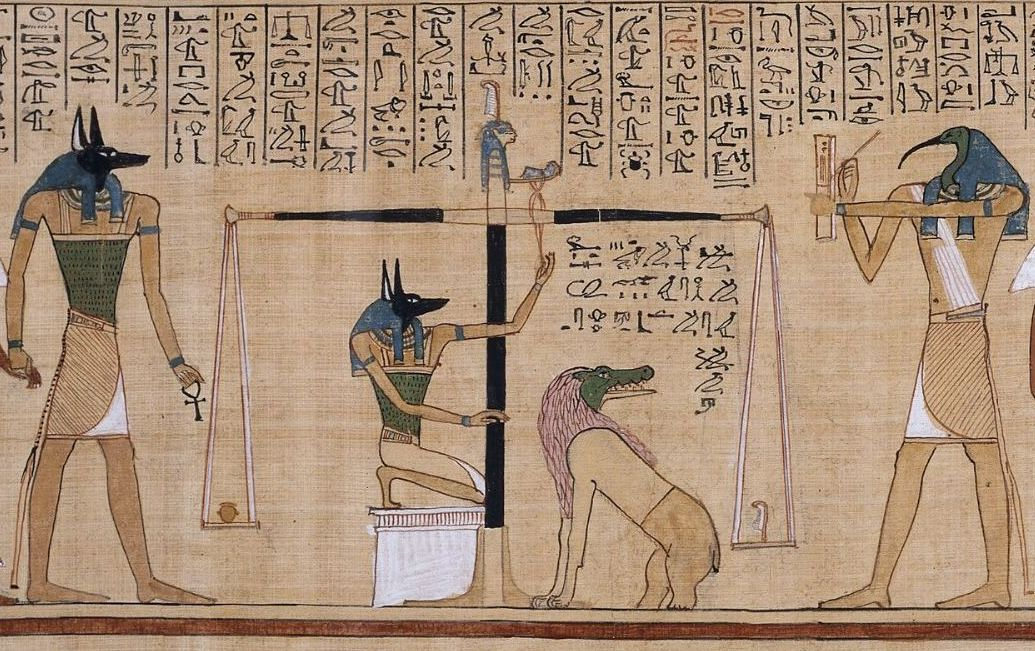
イブ（心臓）の計量。中央左がアヌビス、その右の怪物がアメミット。秤の左右には心臓と「マアトの羽根」。

## イブ（心臓）
ウォーリス・バッジは、この語を「アブ」と音訳している。
エジプト人の魂の重要な部分の1つと考えられていたのが「イブ（jb）」、「心臓」であった。イブもしくは、形而上学的な心臓は、妊娠時に母親の心臓から取られた一滴の血から形成されたものであると信じられていた。
古代エジプト人たちにとっては、脳ではなく心臓が感情、思考、意志、意向の座であった。このことはエジプト語における「イブ」という語を含む多くの表現によって裏付けられる。「幸福」を意味する「アウト・イブ」は、文字通り心臓に幅があることであり、「疎外」を意味する「カク・イブ」は、文字通り心臓が断ち切られたことである。
古代エジプトの信仰において心臓は、来世にとっての鍵であった。心臓は、死後も冥界において生き続け、その所持者に有利もしくは、不利な証言をするとされていた。死者の審判の「心臓の計量」の儀式において心臓がアヌビスと他の神々によって調べられると考えられていた。もし心臓が「マアトの羽根」よりも重ければ心臓は、ただちに怪物アメミットに食べられてしまう。このためミイラ作りで他の内臓を取り出した際にも心臓だけは残しておいた。

## シュト（影）
人間の影である「シュト（ドイツ語版）（šwt）」は、常に存在するものであった。人間は、影なしには存在できず、影もまた人間なしには存在できないと信じられており、従って影は、それが現す人間の何がしかを含んでいるとエジプト人は捉えていた。この理由から人間や神々の像は、それらの影であると言い表されることもあった。
また影は、完全に黒く塗られた小さな人間の形として死やアヌビスの僕の姿として視覚的に表現された。

## レン（名前）

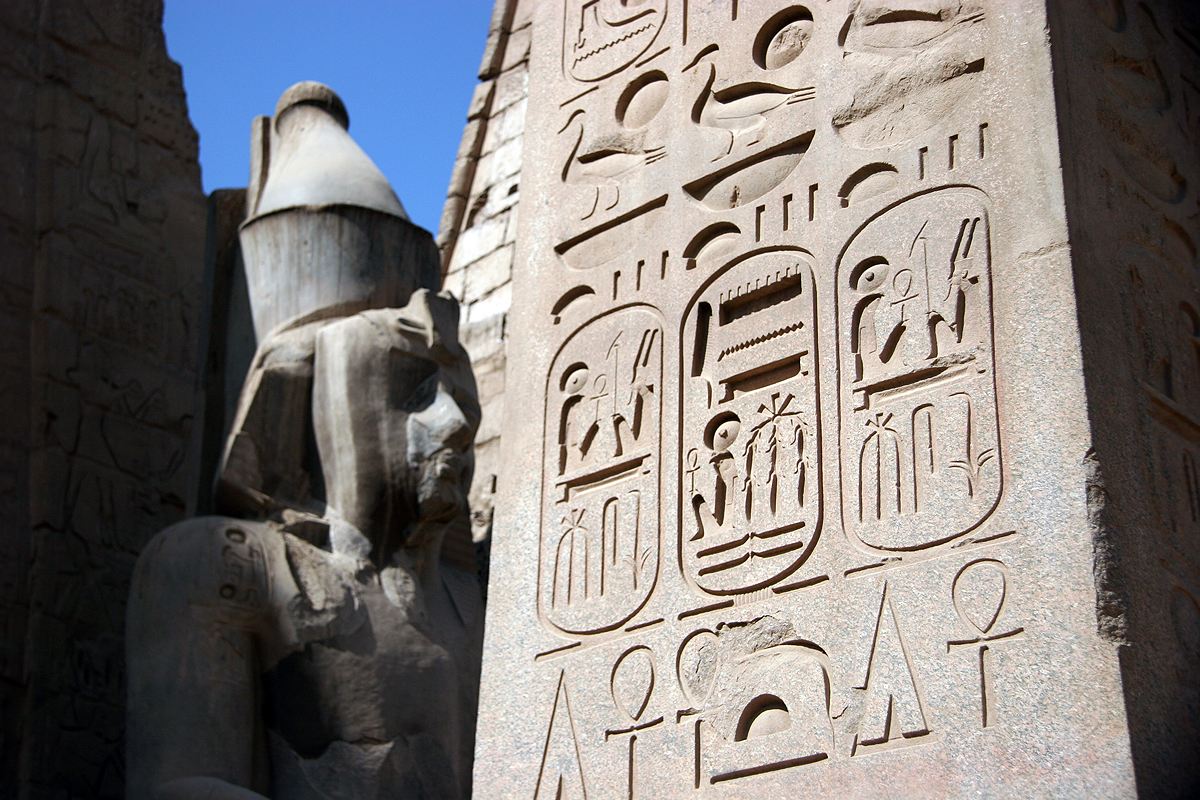
カルトゥーシュで囲まれたラムセス2世の名前。エジプト新王国のルクソール神殿

魂の一部分として「レン（rn「名前」）」が出生時に人間に与えられ、その名前が話される限り生き続けられるとエジプト人は、信じていた。
それに加え、名前は、その人格を形成する重要な要素であると見なされており、その人の名前を知ることによって、善あるいは悪の力が、その人に近づくことができると考えられていた。
このために名前を保護するための努力がなされ、また数多くの書き物に名前を入れることが行われていた。例えば『死者の書』の派生作品である『呼吸の書』の一部は、名前の生存を確保するための手段であった。名前を囲み保護するためにしばしばカルトゥーシュ（魔法の縄）が用いられた。逆にアメンホテプ4世のように死後にモニュメントなどから名前を削り取られたファラオも存在した。これは、一種の「ダムナティオ・メモリアエ」とも考えられる。しかし時には、経済的に新しいモニュメントを建造できずに後継者の名前を挿入する場所を作るために名前が外されてしまうこともあった。
このため名前が多くの場所で使われれば、その名前が後まで残り、読まれ話される可能性も大きくなった。逆に碑文から消されて来世への復活を阻止される場合もあった。
イシスはすべての名前を知っていることから、彼女の影響力からは逃れられないと考えられた。

## バー（魂）

バー

「バー」（b3）は、幾つかの点において現代のキリスト教などの「霊魂」の概念に最も近いものであるとされる。
これは、個人を独自のものとするあらゆるものでもあり「個性」の概念に類似したものでもあった。ここから本人と同質にして異なるものとして「化身」とも言い換えられる。この意味で生命を持たない物体もまた独自の性質である「バー」を持ち得、実際に古王国のピラミッドは、しばしばその主の「バー」であると呼ばれていた。
霊魂と同様に「バー」は、持ち主が死んだ後も生き続ける人間の一側面であるとエジプト人たちは信じていた。墓から飛び立ち来世で「カー」と合流する人頭の鳥として描かれることもあった。このため「偽扉」と呼ばれるバーが出入りする意匠が墓や棺に作られた。コフィン・テクストにおいて死後に発生した「バー」の一形態は、身体を持ち、飲食し、性交も行うとされていた。また『日下出現の書』においてバーは、毎日ミイラへと戻り、再び抜け出ると肉体を持たない姿で墓の外での生活に参加するものとして描かれている。これは、ラーとオシリスが夜毎に交わるという太陽神学を反映している。さらにこの時のバーの姿は、自由に変身できるという説もある。
バーの複数形である「バーウ（b3w）」は、「威厳」、「力」、「名声」に近い意味で特に神のそれを意味していた。神が地上に「バーウ」を送り人間に介入することを神の「バーウ」が仕事をしているのだと言われた。また、この観点から統治者は神の「バー」であると見做された。ファラオは、ホルスによって守られ、またホルスの現世の姿でもあると考えられたのである。さらにある神は、別の神の「バー」であるとも捉えられた。
ルイス・ヴィコ・ザブカールは、ギリシアや後期ユダヤ教、キリスト教、イスラム教で考えられている「霊魂」と「バー」は異なり人間の一部ではなく人間そのものであったと主張している。純粋に非物質的な存在という概念は、エジプト人の思考には、実に馴染みのないものであったのでキリスト教がエジプトに広まった時に、これを表すためにギリシア語「プシューケー」が借用され「バー」という言葉と置き換えられた。しかし「バー」の概念は、極めて古代エジプト人の思考固有のものであり翻訳されるべきではなく人間の存在状態の1つであるとして脚注か括弧書きで解説すべきものであるとザブカールは、結論付けている。

## カー（精神）
「カー」は、生者と死者を分ける霊的な精髄を指すエジプト人の概念である。カーが身体を離れる時に死が起きるとされた。他に「生命力」、「精気」、「活力」とも訳される。
古代エジプトにおいて全ての存在の内に一つあるいは、複数宿る行動を起こさせる共存者とされた。
地域により異なるが、ヘケトまたは、メスケネトが各人のカーの創り手であると信じられ、誕生の瞬間にカーを人間に吹き込むことで生者とすると考えられた。これは、他の諸宗教における精神の概念に類似している。
またカーは、墓の中の肉体に依存するものと考えられ、その肉体に戻って捧げられた供物を取り、その力を維持されるのであるとも信じられていた。この理由から死者にも飲食物が捧げられたが、ここで消費されるのは、供物の中の「カーウ（k3w）」であり、物質的な部分ではないと考えられた。エジプトの図像でカーは、しばしば王の2番目の姿として描かれており、このために初期の翻訳では「カー」は、「分身」と訳されていた。

## アク（有効なもの）

アクのグリフ

「アク」（Ꜣḫ 、「（魔術的に）有効なもの」） は、死者の概念である。これは、古代エジプト人の信仰の長い歴史の中で変化していった。
主に死後、楽園アアルで「バー（霊魂）」と「カー（精神）」が結びついたものと考えれた。つまり死後の再生、「第二の誕生」を果たした姿と信じられた。
古代エジプトにおいて初めアクは、思考と関連付けられていたが心の働きとしてではなく、むしろ生きた統一体としての知性としてであった。アクは、まだ来世でも1つの役割を演じた。カートが死ぬとバーとカーは、再結合してアクを甦らせるのである。アクの復活は、適切な葬送儀礼が執り行われ、継続的な捧げ物がなされる場合にのみ可能とされた。この儀礼は、「セ・アク（死者を生きたアクにする）」と呼ばれた。
このため新王国時代には、もし墓が管理されなくなってしまうとアクは、一種の幽霊もしくは彷徨う「死者」にさえなった。アクは、生者たちに害も益も及ぼすことがあり状況によっては、例えば悪夢、罪悪感、病気などを引き起こすと考えられた。またアクは、祈りや墓の奉納堂に手紙を置くことで生きている家族たちを助けるために呼び出すことができた。例えば紛争に介入し、あるいは、地上の事柄に良い方向の影響を及ぼすことのできる他の死者や神々に訴え掛け、あるいは罰を下すと考えられた。
アクの分離とカーとバーの合体は、死後に適切な供物が捧げられ、また適切で有効な呪文を知っていることによって引き起こされるが再び死んでしまうという危険も付随していた。コフィン・テクストや『死者の書』のような葬祭文書は死者が「もう一度死なず」に「アク」となることを助けることを意図したものであった。

## 相互関係

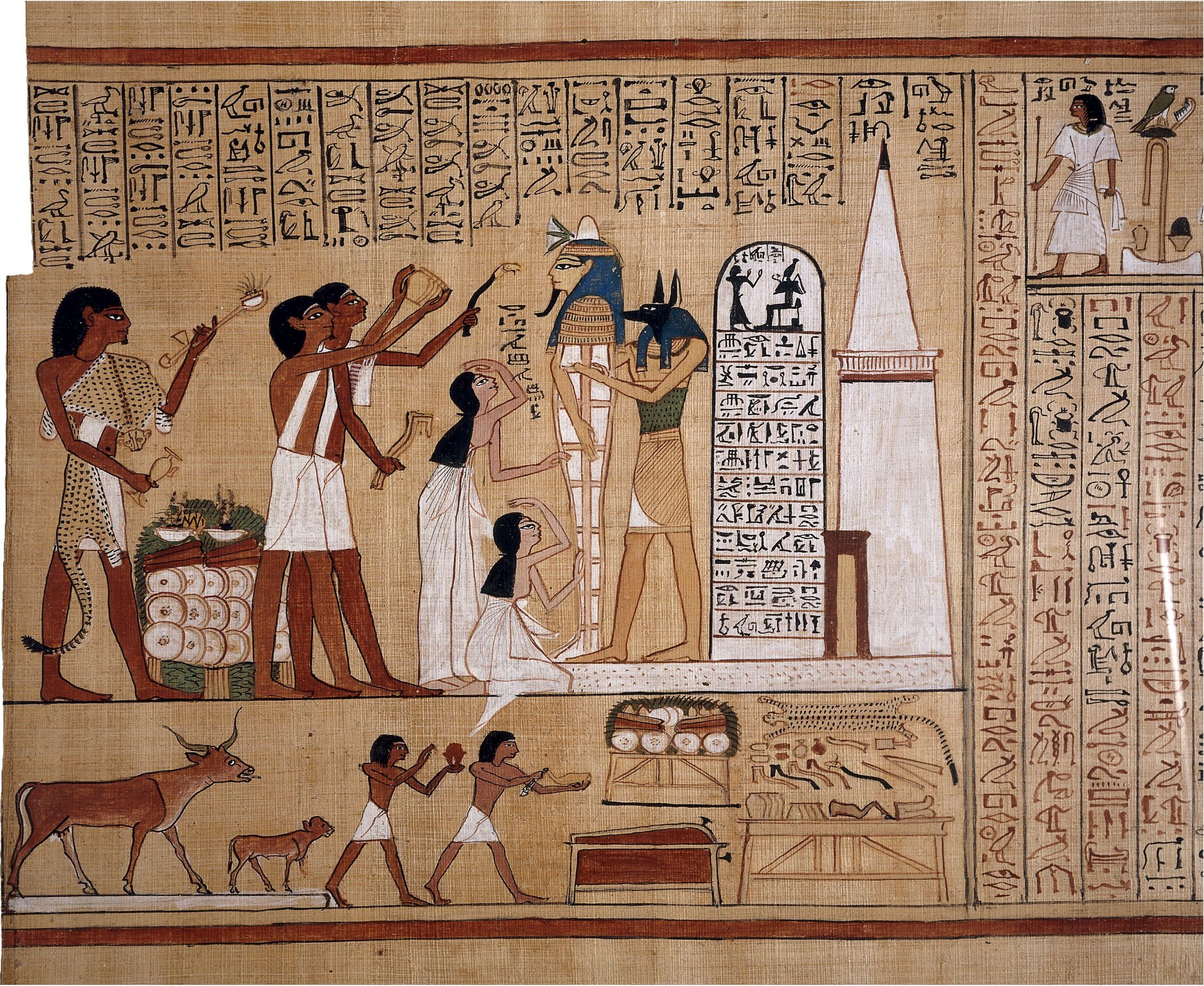
『死者の書』より「口開けの儀式」の場面

古代エジプト人たちは、人の「カー」が体を離れるときに死が起きるのだと信じていた。「口開けの儀式(wp r)」と呼ばれるものを含む、死後に神官により執り行われる儀式は、飲食・呼吸・見聞などの死者の身体的能力を回復させるだけでなく、バーを身体から解放することも意図していた。これによりバーは、来世でカーと1つになりアク（3 「有効なもの」）となることができるようになるのである。
ジャコモ・ボリオーニの『宗教学の見地から見たカー』（Der Ka aus religionswissenschaftlicher Sicht）によれば、カーは人間存在における「自己」であった。
エジプト人たちは、来世を通常の身体的な存在とかなり似たものと想像していたが、そこには違いもあった。この新しい存在のモデルは太陽の行程であった。夜には太陽はドゥアト（冥界）へと下る。そこで太陽は、ミイラとなったオシリスの体に会う。オシリスと太陽は、互いによって再びエネルギーを得て次の日の新しい生へと立ち上がる。死者にとっては、その体と墓は、自分にとってのオシリスとドゥアトなのであった。この理由からこれらは、しばしば「オシリス」と呼ばれた。この過程が機能するためには、バーが夜に戻ってきて、朝には新しい生へと立ち上がってゆけるよう身体にある種の保存を行うことが必要とされ、このため遺体はミイラとされた。しかしながら完全なアクは星辰として現れるとも考えられていた。末期時代になるまでは、太陽神との一体化は王族のみのもので、王族以外のエジプト人は太陽神と一体化するとは考えられていなかった。
来世へ行った人を助ける呪文を集めた『死者の書』はエジプト語では『日下出現の書』と呼ばれていた。これらの書物は「冥府でもう一度死なない」ようにし、またその人のことを「常に記憶しておく」ための呪文を含み、来世での破滅を避け、存在し続けることを助けるものであった。エジプト人の信仰においては死後にもう一度死ぬということが起こり得、この死は恒久的なものであった。
第18王朝の州執政官であったパヘリの墓には、この存在の雄弁な記述があり、ジェームズ・ピーター・アレンによりこう訳されている。

## 関連文献
- Allen, James Paul. 2001. "Ba". In The Oxford Encyclopedia of Ancient Egypt, edited by Donald Bruce Redford. Vol. 1 of 3 vols. Oxford, New York, and Cairo: Oxford University Press and The American University in Cairo Press. 161–162.
- Allen, James P. 2000. "Middle Egyptian: An Introduction to the Language and Culture of Hieroglyphs",  Cambridge University Press.
- Borghouts, Joris Frans. 1982. "Divine Intervention in Ancient Egypt and Its Manifestation (b3w)". In Gleanings from Deir el-Medîna, edited by Robert Johannes Demarée and Jacobus Johannes Janssen. Egyptologische Uitgaven 1. Leiden: Nederlands Instituut voor het Nabije Oosten. 1–70.
- Borioni, Giacomo C. 2005. "Der Ka aus religionswissenschaftlicher Sicht", Veröffentlichungen der Institute für Afrikanistik und Ägyptologie der Universität Wien.
- Burroughs, William S. 1987. "The Western Lands", Viking Press. (fiction).
- Friedman, Florence Margaret Dunn. 1981. On the Meaning of Akh (3ḫ) in Egyptian Mortuary Texts. Doctoral dissertation; Waltham: Brandeis University, Department of Classical and Oriental Studies.
- ———. 2001. "Akh". In The Oxford Encyclopedia of Ancient Egypt, edited by Donald Bruce Redford. Vol. 1 of 3 vols. Oxford, New York, and Cairo: Oxford University Press and The American University in Cairo Press. 47–48.
- Jaynes, Julian. 1976. The Origin of Consciousness in the Breakdown of the Bicameral Mind, Princeton University.
- Žabkar, Louis Vico. 1968. A Study of the Ba Concept in Ancient Egyptian Texts. Studies in Ancient Oriental Civilization 34. Chicago: University of Chicago Press